# Qatar Stars League 2015/16
Die Qatar Stars League 2015/16 war die 42. Spielzeit der höchsten katarischen Fußballliga im Männerfußball. Die Saison begann am 11. September 2015 und endete am 16. April 2016. Aufgestiegen aus der Qatargas League waren der al-Rayyan SC und der al-Mesaimeer SC. Titelverteidiger war Lekhwiya.
Der Neuaufsteiger al-Rayyan SC wurde zum insgesamt achten Mal Meister und qualifizierte sich damit für die AFC Champions League 2017. al-Jaish als Ligazweiter und Lekhwiya als Pokalsieger starteten in der Qualifikation zur Champions League.
Der Qatar SC und der andere Neuaufsteiger al-Mesaimeer SC stiegen in die Qatargas League ab.

## Abschlusstabelle
| Pl. | Verein              | Sp. | S  | U  | N  | Tore    | Diff. | Punkte |
| --- | ------------------- | --- | -- | -- | -- | ------- | ----- | ------ |
| 1.  | al-Rayyan SC (N)    | 26  | 20 | 2  | 4  | 069:230 | +46   | 62     |
| 2.  | al-Jaish            | 26  | 14 | 6  | 6  | 048:290 | +19   | 48     |
| 3.  | al-Sadd SC (P)      | 26  | 13 | 8  | 5  | 054:380 | +16   | 47     |
| 4.  | Lekhwiya (M)        | 26  | 14 | 2  | 10 | 060:410 | +19   | 44     |
| 5.  | Umm-Salal SC        | 26  | 10 | 11 | 5  | 039:340 | +5    | 41     |
| 6.  | al-Arabi            | 26  | 10 | 5  | 11 | 033:370 | −4    | 35     |
| 7.  | al-Ahli SC          | 26  | 10 | 7  | 9  | 042:400 | +2    | 37     |
| 8.  | al-Gharafa SC       | 26  | 9  | 7  | 10 | 033:370 | −4    | 34     |
| 9.  | al-Khor SC          | 26  | 9  | 6  | 11 | 025:310 | −6    | 33     |
| 10. | al-Sailiya          | 26  | 11 | 3  | 12 | 040:460 | −6    | 36     |
| 11. | al-Wakrah SC        | 26  | 9  | 3  | 14 | 034:450 | −11   | 30     |
| 12. | al-Kharitiyath SC   | 26  | 7  | 6  | 13 | 038:470 | −9    | 27     |
| 13. | Qatar SC            | 26  | 6  | 9  | 11 | 031:510 | −20   | 27     |
| 14. | al-Mesaimeer SC (N) | 26  | 1  | 3  | 22 | 015:620 | −47   | 06     |

| Zum Saisonende 2015/16: |                                                                            |
| Katarischer Meister und Teilnahme an der AFC Champions League 2017: al-Rayyan SC Teilnahme an der zweiten Qualifikationsrunde zur AFC Champions League 2017: al-Jaish Pokalsieger und Teilnahme an der zweiten Qualifikationsrunde zur AFC Champions League 2017: Lekhwiya Abstieg in die Qatargas League 2016/17: Qatar SC & al-Mesaimeer SC |                                                                            |
| |                                                                            |
| Zum Saisonende 2014/15: |                                                                            |
| (M) | Amtierender Meister: Lekhwiya                                              |
| (P) | Amtierender Pokalsieger: al-Sadd SC                                        |
| (N) | Aufsteiger aus der Qatargas League 2014/15: al-Rayyan SC & al-Mesaimeer SC |

## Torschützenliste
Bei gleicher Anzahl von Treffern sind die Spieler alphabetisch sortiert.
| Platz                  | Spieler              | Mannschaft        | Tore |
| ---------------------- | -------------------- | ----------------- | ---- |
| 01                     | Abderrazak Hamdallah | al-Jaish          | 21   |
|                        | Rodrigo Tabata       | al-Rayyan SC      | 21   |
| 03                     | Meshal Abdullah      | al-Ahli SC        | 18   |
|                        | Yahia Kébé           | al-Kharitiyath SC | 18   |
| 05                     | Sergio García        | al-Rayyan SC      | 16   |
|                        | Mouhssine Iajour     | al-Ahli SC        | 16   |
|                        | Sebastián Sáez       | al-Wakrah SC      | 16   |
| 08                     | Faouzi Aaish         | al-Sailiya        | 14   |
|                        | Youssef Msakni       | Lekhwiya          | 14   |
| 10                     | Yannick Sagbo        | Umm-Salal SC      | 13   |
| Stand: Ende der Saison |                      |                   |      |

## Vorbereiterliste
Bei gleicher Anzahl von Vorlagen sind die Spieler nach absolvierten Spielen sortiert.
| Platz                  | Spieler         | Mannschaft   | Spiele | Vorlagen |
| ---------------------- | --------------- | ------------ | ------ | -------- |
| 01                     | Sergio García   | al-Rayyan SC | 24     | 19       |
| 02                     | Xavi            | al-Sadd SC   | 24     | 16       |
| 03                     | Youssef Msakni  | Lekhwiya SC  | 23     | 11       |
|                        | Sebastián Soria | al-Rayyan    | 25     | 11       |
| 05                     | Rodrigo Tabata  | al-Rayyan SC | 24     | 10       |
|                        | Nam Tae-Hee     | Lekhwiya SC  | 25     | 10       |
| 07                     | Sanjar Tursunov | Umm-Salal SC | 11     | 09       |
| 08                     | Ashkan Dejagah  | al-Arabi     | 21     | 08       |
|                        | Ismael Mohammed | Lekhwiya SC  | 24     | 08       |
|                        | Vladimír Weiss  | al-Gharafa   | 24     | 08       |
| Stand: Ende der Saison |                 |              |        |          |

## Auszeichnungen
- Best U23 Player:  Abdulkarim Hassan (Al Sadd)
- Coach of the year:  Jorge Fossati (Al Rayyan)
- QSL Player of the year[3]:  Rodrigo Tabata (Al Rayyan)
- Torschützenkönigs (Mansor Muftah award):   Rodrigo Tabata (Al Rayyan) &  Abderrazak Hamdallah (El Jaish).